# Georges Thomy-Thierry
Pour les articles homonymes, voir Thiery et Tomy.
Georges Thomy Thiery, dit Thomy-Thiery, né le 13 avril 1823 à Port-Louis et mort le 3 janvier 1902 à Paris 8e, est un collectionneur d'œuvres d'art français et bienfaiteur du Musée du Louvre.

## Biographie
Georges Thomy-Thiery naît à Port-Louis en 1823 de Joséphine Thiery et de M. Hales Hingstone. Il fait carrière dans le commerce du sucre et devient plus tard agent de change. Il devient par la suite directeur de la Banque commerciale de Maurice et reçoit une médaille de l'ordre national de la Légion d'honneur. Passionné par l'art, Thomy accumule une quantité impressionnante de peintures. En 1902, l'année de sa mort, le sculpteur Charles Desvergnes réalise une sculpture en marbre de Thomy-Thiery. À sa mort, Thomy-Thiery donne sa collection au Musée du Louvre, comme l'a fait Adolph Carl von Rothschild une année auparavant. Peu après sa mort, sa collection de tableaux, qui avait été offerte en don depuis peu, est inaugurée au Musée du Louvre, ce dont relate le critique d'art Arsène Alexandre dans la chronique du 25 janvier 1903 du Figaro. En 1907, une voie de Paris, l'allée Thomy-Thierry, est nommée en son honneur.

## Décorations
- Officier de la Légion d'honneur